# Sollwitt
Sollwitt (en danois: Solved) est une commune d'Allemagne, située dans le Land du Schleswig-Holstein et l'arrondissement de Frise-du-Nord.